# Maria Publig
Maria Publig (geboren 29. April 1962 in Wien) ist eine österreichische Journalistin und Autorin.

## Leben

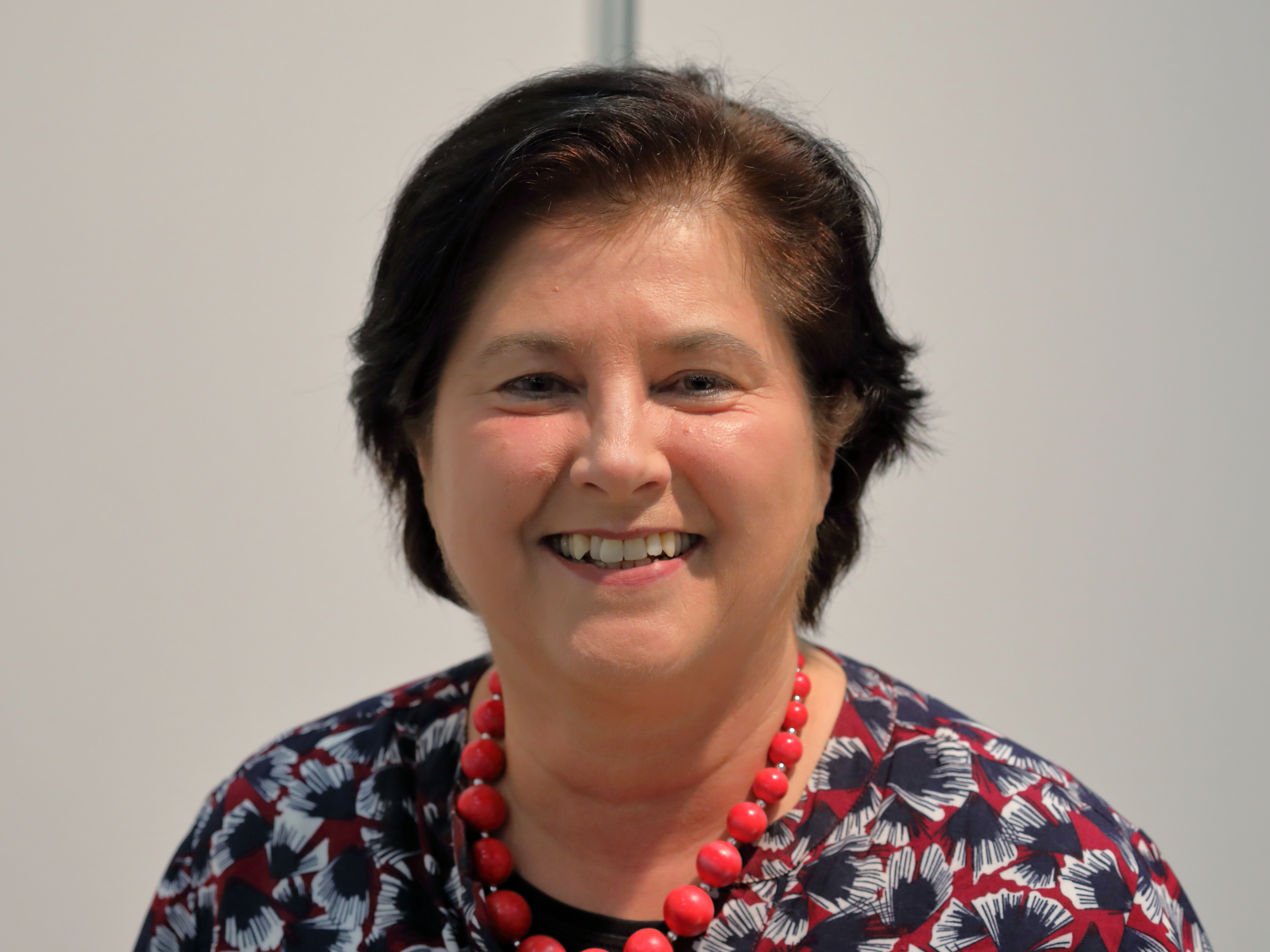
Maria Publig auf der Buchmesse Wien 2019

Maria Publig absolvierte ein Oberstufenrealgymnasium mit Schwerpunkt Musik. Währenddessen leitete sie Chor und Orchester der Schule und erhielt Kompositionsunterricht. Anschließend studierte sie Theater-, Film- und Medienwissenschaft, Musikwissenschaft, Ethnologie und Philosophie an der Universität Wien. Ihre Dissertation verfasste sie zum Themenkreis Mozartopern. Parallel dazu absolvierte sie Tontechnik an der Musikuniversität Wien. Diese Voraussetzungen, ihre beginnende journalistische Tätigkeit beim Wiener Stadtmagazin „Falter“ und der Tageszeitung „Der Standard“ sowie ihre erste Buchpublikation Mozart – Ein unbeirrbares Leben ließen den ORF auf sie aufmerksam werden, bei dem sie dann 15 Jahre bis 2007, zum Teil in leitender Funktion, redaktionell tätig war.
Zwischendurch entstand eine weitere Buchpublikation: Richard Strauss – Bürger – Künstler – Rebell. Eine historische Annäherung. Damals zugänglich gewordene NS-Unterlagen wurden von ihr erstmals in eine populärwissenschaftliche Biografie eingearbeitet und während der Salzburger Festspiele 1999 öffentlich präsentiert.
Maria Publig war auch als Dramaturgin und Programmheftredakteurin im Wiener Konzerthaus tätig und schrieb mehrere CD-Booklets, unter anderen auch zur Uraufführung von Alfred Schnittkes Streichquartett Nr. 4.
Als Absolventin der zu einer schulischen Ausbildungsstätte reformierten ehemaligen Lehrerbildungsanstalt galt ihr Interesse auch Bildungsfragen. Von diesem Ansatz aus initiierte sie 1996 als Nationale Koordinatorin des Europäischen Bildungsjahrs „Lifelong Learning“ einige Projekte für die Republik Österreich.
Ihre Bücher wurden in mehrere Sprachen übersetzt.
Darüber hinaus ist sie als Autorin von Spannungsliteratur tätig. In ihrem Kriminalroman „Waldviertelmorde“ beschäftigt sie sich mit den Themen Entschleunigung, Burnout, Konsumwahn, Nachhaltigkeit und Sozialem. In „Killerkarpfen“, dem zweiten Teil der Serie, ist wieder das Waldviertel Tatort und Schauplatz sozialer Spannungen. Zwei Wochen nach Erscheinen stand der Kriminalroman im März 2019 als Nr. 6 auf der Bestsellerliste von MORAWA Österreich. „Waldviertelfluch“ spielt im Kamptal. Das Magazin „Insider“ stellte am 20. März 2020 „Waldviertelfluch“ als Nr. 2 unter die TOP-Krimis. Es folgten „Waldviertelblut“ (2021), „Waldviertelrache“ (2022), dazwischen die Sonderedition „Stille Nacht, keiner wacht“ (2022) und "Waldviertelspur" (2023). Seit April 2024 gibt es Teil 8 der Reihe mit „Waldviertelfalle“. Die Wiener Ermittlerin wider Willen, Walli Winzer, ist dem Geheimnis der neuen Mohnkipferlkreation auf der Spur, bis der Bäcker plötzlich tot in seiner Backstube liegt.

## Auszeichnungen
- 1992: Bücherplatz 1 in der türkischen Zeitung SABAH, Sachbücher mit Mozart – Bir Bilincin Öyküsü, Real Istanbul[17][18]
- 1999: COMENIUS-Medaille für die CD-Rom Mozart On Tour (= ältester europäischer Bildungsmedienpreis)[19]

## Werke

### Sachbücher
- 1991: Mozart – Ein unbeirrbares Leben, Langen Müller München, ISBN 3-7844-2324-8
- 1992: Tanzlichter – Glanzlichter, ÖGB-Verlag, ISBN 3-7035-0449-8[20][21]
- 1995: Mozart – Ein unbeirrbares Leben, Ullstein Taschenbuch 1995, ISBN 3-548-35583-8[22]
- 1997: Mozart-Reisebuch, Verlag Styria/Bonechi Italien, ISBN 3-222-12512-0[23][24]
- 1999: Richard Strauss. Bürger – Künstler – Rebell. Eine historische Annäherung. Verlag Styria, ISBN 3-222-12723-9[11][12]
- 2006: Mozart – Ein Leben für die Musik, Neuauflage. Tosa Verlag, ISBN 3-85492-606-5[25]

### Spannungsliteratur
- 2018: Waldviertelmorde, Kriminalroman. Gmeiner Verlag, ISBN 978-3-8392-2273-7
- 2019: Killerkarpfen, Kriminalroman. Gmeiner Verlag, ISBN 978-3-8392-2411-3
- 2020: Waldviertelfluch, Kriminalroman. Gmeiner Verlag, ISBN 978-3-8392-2601-8
- 2021: Waldviertelblut, Kriminalroman. Gmeiner Verlag, ISBN 978-3-8392-2865-4
- 2022: Waldviertelrache, Kriminalroman. Gmeiner Verlag, ISBN 978-3-8392-0207-4
- 2022: Stille Nacht, keiner wacht, Kriminalroman. Gmeiner Verlag, ISBN 978-3-8392-0304-0
- 2023: Waldviertelspur, Kriminalroman. Gmeiner Verlag, ISBN 978-3-8392-0424-5
- 2024: Waldviertelfalle, Kriminalroman. Gmeiner Verlag, ISBN 978-3-8392-0655-3

### CD-Rom
- 1997: CD-Rom Mozart On Tour. Eine Reise durch Europa, EuroArts Stuttgart (deutsche und englische Version), ISBN 3-12-135049-8[26]

### Übersetzungen
- 1992: Mozart – Bir Bilincin Öyküsü, Real Istanbul.[27][28]
- 1997: Mozart – Reisebuch, Verlag Styria/Bonechi Italien (Übersetzungen in engl., ital., span., russ. und jap. Sprache), u. a. englisch ISBN 3-222-12513-9[29][30]
- 2004: Mozart – Dehanin Gölgesinde, Biyografi, CAN ISBN 975-07-0392-8[31]

## Zitate
"WALDVIERTELBLUT ... Freuen Sie sich auf kantige Charaktere, die auch in diesem Krimi wieder den ungewöhnlichen Plot der Handlung prägen."
Irene Stelzmüller, Magazin-Beilage Insider in Tageszeitung „Österreich“, 10. März 2021
„WALDVIERTEFLUCH ... Eins-a-Millieustudie!“
Michaela Knapp, Magazin „trend.“ Nr.11-2020, März
"WALDVIERTELMORDE ... Es ist eine Auseinandersetzung mit sozialen Missständen, Leistungsdruck und dem Gesamtzustand der Gesellschaft."
Mathias Ziegler, "Wiener Zeitung", Mai 2018
„Eine Biografie, die nicht über die Mozart-Deutung des 19. Jahrhunderts diskutiert, sondern das Original des 18. Jahrhunderts verstehen lehrt. Maria Publig weckt Leselust und Neugier, beschert schlaflose Nächte, die ausgesprochen munter machen.“
Marianne Reißinger, „Münchner Abendzeitung“ 6./7. Juli 1991
„Publigs Arbeit unterscheidet vor allem der distanzierte Ernst, mit dem sie ihre Thesen vorträgt und untermauert. Gleichwohl empfiehlt sich ihr Mozart-Buch durchaus auch als angenehme, niemals hochgestochene Lektüre. Die Balance zwischen wissenschaftlichem und literarischem Anspruch ist der jungen Wienerin recht gut geglückt. Chancen auf einen dauerhaften Platz in den Verkaufsregalen können dem Buch eingeräumt werden.“
Wilhelm Sinkovicz, „Die Presse“ 16./17. November 1991
„Maria Publig sieht in Mozart ein spezielles Schicksal. Aus diesem Blickwinkel ergeben sich aufschlussreiche Erkenntnisse über den besonders hinterhältigen „Kampfstil“ der Wiener Intriganten, der sich mentalitätsbedingt bis heute erhalten hat. Noch immer wirken korrupte Kräfte im Untergrund, die unliebsame Denkmäler verhindern. Operndirektoren wie Mahler, Karajan, Maazel oder Drese gnadenlos abstürzen lassen und Personen mit zweifelhafter Qualifikation zu öffentlichen Spitzenpositionen verhelfen. Solche Kabalen war schon der zwölfjährige Mozart ausgesetzt. Die Unbefangenheit, mit der die Autorin solche Zusammenhänge herstellt, ist erfrischend, zumal sie es mit einem verbalen Biß würzt, der an Thomas Bernhard erinnert.“
„Das Opernglas“, Hamburg Dezember 1991
„Die Richard Strauss-Biografie von Maria Publig gehört zu den wichtigsten und besten Büchern, die ich in den letzten Jahren gelesen habe.“
Barbara Rett, Kulturexpertin und ORF-Moderatorin Sommer 1999, Treffpunkt Kultur, Von Tag zu Tag, Kultursender ORF III
„Mit bislang nicht zugänglichen Originaldokumenten aus der NS-Zeit, mit Briefen und Interviews stellt sie die Frage nach der Rolle und Funktion des großartigen Komponisten während des Zweiten Weltkriegs neu. Eine komplexe Biographie, die Leben und Werk des Meisters im Kontext der historischen Begebenheiten seiner Zeit beleuchtet. Lesenswert, hart und fair zugleich.“
Alfred Worm, Kulturleiter und Chefredakteur Magazin „News“ 19. August 1999